# مامادو فال (بازیکن فوتبال، زاده ۲۰۰۲)
مامادو ایبرا ام‌بکه فال (انگلیسی: Mamadou Fall؛ زادهٔ ۲۱ نوامبر ۲۰۰۲) بازیکن فوتبال اهل سنگال است که در حال حاضر به صورت قرضی از باشگاه فوتبال لس آنجلس برای باشگاه فوتبال بارسلونا اتلتیک بازی می‌کند.

## دوران باشگاهی
فال که در روفیسک، سنگال متولد شد، به اورلاندو، فلوریدا در ایالات متحده نقل مکان کرد تا به عنوان بخشی از اسپرت۴چریتی به آکادمی مونت‌ورد بپیوندد. موسسه‌ای که توسط سالیف دیایو، ستاره سابق فوتبال سنگال می‌شود. در ۵ ژوئن ۲۰۲۱، فال با امضای قراردادی دو ساله به باشگاه فوتبال لس آنجلس پیوست.
در ۱۱ ژوئن ۲۰۲۱، فال توسط لس آنجلس به باشگاه فوتبال لاس وگاس لایتس قرض داده شد. او اولین بازی حرفه‌ای خود را شب بعد مقابل باشگاه فوتبال سن آنتونیو برای این باشگاه انجام داد و ۷۹ دقیقه در تساوی ۱–۱ بازی کرد. در ۳ سپتامبر ۲۰۲۱، فال در پیروزی ۴–۰ مقابل باشگاه فوتبال اسپورتینگ کانزاس‌سیتی یک گل زد.
در ۲۵ اوت ۲۰۲۲، فال تا ژوئن ۲۰۲۳ به باشگاه فوتبال ویارئال اسپانیا قرض داده شد، جایی که قبلاً با تیم‌های جوانان آنها تمرین کرده بود. روز بعد، قرارداد قرضی تأیید شد و این بازیکن به تیم دوم در سگوندا دیویسیون فرستاده شد.

## دوران ملی
فال در سال ۲۰۱۹، به تیم ملی فوتبال زیر ۱۷ سال سنگال دعوت شد.